# Fabbrica di titoli
Con la locuzione fabbrica di titoli — anche diplomificio, laureificio o talvolta esamificio — si denota una istituzione che rilascia titoli di studio a fronte di scarsa o nulla verifica del profitto, o dei contenuti formativi dell'esperienza pregressa da convalidare, in linea con canoni comunemente accettati per il tipo e il livello della qualifica offerta.
Le fabbriche di titoli, anche se non riconosciute o autorizzate, possono operare in alcuni Paesi (segnatamente in diversi Stati federati degli Stati Uniti d'America, dove vengono chiamati diploma mill o degree mill, o in alcuni cantoni della Svizzera) ma sono bandite in quasi tutto il mondo, ove vigono criteri stringenti per il rilascio di titoli di studio, entro una cornice definita dall'autorità pubblica.
Il Libro dell'Anno Treccani ha inserito laureificio tra le parole dell'anno del 2011, attribuendola al filosofo Tullio Gregory.

## Caratteristiche
L'identificazione delle fabbriche di titoli costituisce un problema laddove esse possono operare legalmente. La mancanza di accreditamento o altro riconoscimento valido dell'istituzione o dei titoli di studio offerti non è di per sé indice automatico di appartenenza a tale categoria. Infatti possono esistere, nel settore privato, innumerevoli forme di insegnamento e di istituti d'istruzione (anche superiore) che offrono legittimamente formazione, oppure certificano le competenze possedute, pur senza avere (o poter avere) le caratteristiche per essere accreditate o riconosciute legalmente nel sistema pubblico dal punto di vista dell'"ufficialità" dei titoli rilasciati. La definizione di diploma mill data nel Webster's Third New International Dictionary, ad esempio, è questa:
L'UNESCO e il "Consiglio per l'Accreditamento dell'Istruzione Superiore" (USA) hanno pubblicato un documento che aiuta a riconoscere le fabbriche di titoli laddove esse hanno possibilità di concorrere sul mercato alla pari con le altre istituzioni dal punto di vista delle prerogative giuridiche. Anche in Europa il fenomeno è stato rilevato in aumento negli anni recenti, per quanto il livello di protezione legale dei titoli di studio "ufficiali" sia molto più elevato.
In Italia, il CIMEA (Centro di Informazione sulla Mobilità e le Equivalenze Accademiche) si è spesso occupato dell'identificazione delle fabbriche di titoli. A tale proposito, ha attivato anche il progetto FRAUDOC (Guidelines on Diploma Mills and Document Fraud for Credential Evaluators).